# Флаг Пустошкинского района
Флаг муниципального образования «Пусто́шкинский район» Псковской области Российской Федерации.
Флаг утверждён 29 июня 2007 года и внесён в Государственный геральдический регистр Российской Федерации с присвоением регистрационного номера 3549.
Флаг, являющийся официальным символом, составлен на основании герба Пустошкинского района по правилам и соответствующим традициям геральдики и отражает исторические, культурные, социально-экономические, национальные и иные местные традиции.

## Описание
«Прямоугольное зелёное полотнище с отношением ширины к длине 2:3, несущие фигуры герба: две жёлтые полосы в 1/15 ширины полотнища каждая: одна отстоит от нижнего края на 2/15 ширины полотнища, а вторая нисходит от древка к нижнему краю, пространство между полосами и под ними заполнено синим; над перекрестьем полос изображён красным, серым и чёрным цветами аист, стоящий на одной ноге на перекрестье».

## Обоснование символики
Флаг района разработан с учётом его герба, основой которого, его фундаментом стало географическое расположение районного центра — города Пустошка, который находится на пересечении транспортных магистралей: Москва — Рига и Санкт-Петербург — Киев.
Зелёный цвет показывает леса, поля и сельскохозяйственные угодья района. Зелёный цвет также символ плодородия, надежды и здоровья.
Синий цвет отражает многочисленные озера, находящиеся на территории района. Синий цвет — символ чистоты неба, красоты и добродетели.
Аисты, гнездящиеся в этих местах, являются символом города. Аист символизирует мир, почтительность к родителям и чистоту природы.
Белый цвет (серебро) в геральдике — символ простоты, совершенства, мудрости, благородства, мира, сотрудничества.
Жёлтый цвет (золото) — символ прочности, величия, богатства, интеллекта, великодушия.
Красный цвет — символ праздника, красоты, радости.
Чёрный цвет в геральдике символизирует благоразумие, мудрость, скромность, честность и вечность бытия.

## См. также

Флаги муниципальных образований Пустошкинского района
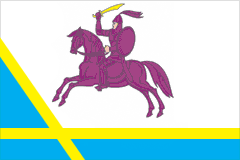
Флаг Гультяевской волости
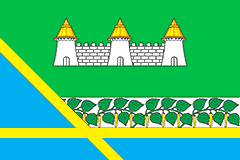
Флаг Пригородной волости
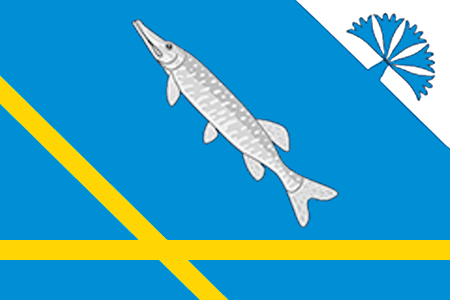
Флаг Щукинской волости